# Kempenhaeghe
Kempenhaeghe is een Nederlands expertisecentrum voor de diagnose en behandeling van epilepsie, slaap- en waakstoornissen, neurologische leer- en ontwikkelingsstoornissen en epilepsiewoonzorg. Het centrum kent naast de hoofdlocatie in Heeze twee belangrijke nevenlocaties: de wijk Kloostervelden in Sterksel voor epilepsiewoonzorg en de locatie Breda voor diagnose en behandeling van slaap- en waakstoornissen en epilepsie. Daarnaast is Kempenhaeghe actief in 10 poliklinieken ten zuiden van de lijn Enschede-Rotterdam.
Het centrum deel uit van de gelijknamige Stichting Kempenhaeghe. Binnen deze stichting bevindt zich ook de school voor speciaal basis- en voortgezet onderwijs en onderwijsexpertise De Berkenschutse. Bij het expertisecentrum Kempenhaeghe werken ongeveer 225 voltijdse en ongeveer 670 deeltijdse medewerkers.
Kempenhaeghe ontstond vanuit de wens tot een katholieke inrichting voor vrouwelijke epilepsiepatiënten in 1953. Deze wens kwam voort vanuit een soortgelijk instituut voor mannelijke patiënten, Providentia genaamd, in het nabijgelegen dorp Sterksel gelegen. De Congregatie van de Zusters Franciscanessen namen hiertoe het initiatief. Met de bouw werd gestart in 1962. Kempenhaege werd via een stichting geïntegreerd met Providentia. Er werd een school voor kinderen opgezet, die 'De Berkenschutse' zou heten. Uiteindelijk kwam in 1977 een taakverdeling tot stand, waarbij Providentia een verpleeghuis werd en Kempenhaeghe een gespecialiseerd ziekenhuis.
In 1978 werd een polikliniek te Enschede geopend. In 1987 vond een bezuinigingsoperatie plaats.
In 1989 werd begonnen met het centrum voor slaap- en waakstoornissen.
Nadat in 1993 een nieuwe bezuinigingsronde had plaatsgevonden, werd in 1994 de vakgroep neurologie opgericht. Kempenhaeghe ontwikkelde zich tot een wetenschappelijk centrum van wereldfaam op het gebied van epilepsie-onderzoek. Sinds 1998 wordt een jaarlijks internationaal wetenschappelijk symposium georganiseerd.
In 2006 fuseerde Kempenhaeghe met de Hans Berger Kliniek die oorspronkelijk in Breda gehuisvest was, maar die later naar Oosterhout is verhuisd. In 2023 verhuisde deze kliniek naar De Prins in Breda.
Kempenhaeghe werkt onder meer samen met de Technische Universiteit Eindhoven, met Philips Medical Systems en met het Academisch Ziekenhuis Maastricht.